# 4625 Shchedrin
A 4625 Shchedrin (ideiglenes jelöléssel 1982 UG6) a Naprendszer kisbolygóövében található aszteroida. Ljudmila Georgijevna Karacskina fedezte fel 1982. október 20-án.